# Passage de la Boule-Blanche
Le passage de la Boule-Blanche est une voie située dans le 12e arrondissement de Paris, en France.

## Situation et accès
Une fois passée la maison à l'enseigne de La Boule Blanche, percée en 1700 pour y aménager une cour d'ateliers, on découvre d'autres cours intérieures, certaines d'ébénistes de renommée. Au no 9, une courette arborée (où se trouve également une œuvre d'amants sculptés dans un tronc d'arbre), a abrité sous une verrière la rédaction des Cahiers du cinéma, revue historique de cinéma, entre 1974 et 2009.

## Origine du nom
Le passage doit son nom à l'enseigne de la maison à travers laquelle il a été percé.

## Historique
L'ouverture de ce passage a été autorisée par arrêt du Conseil du Roi du 5 juin 1700.